# Conny Bauer

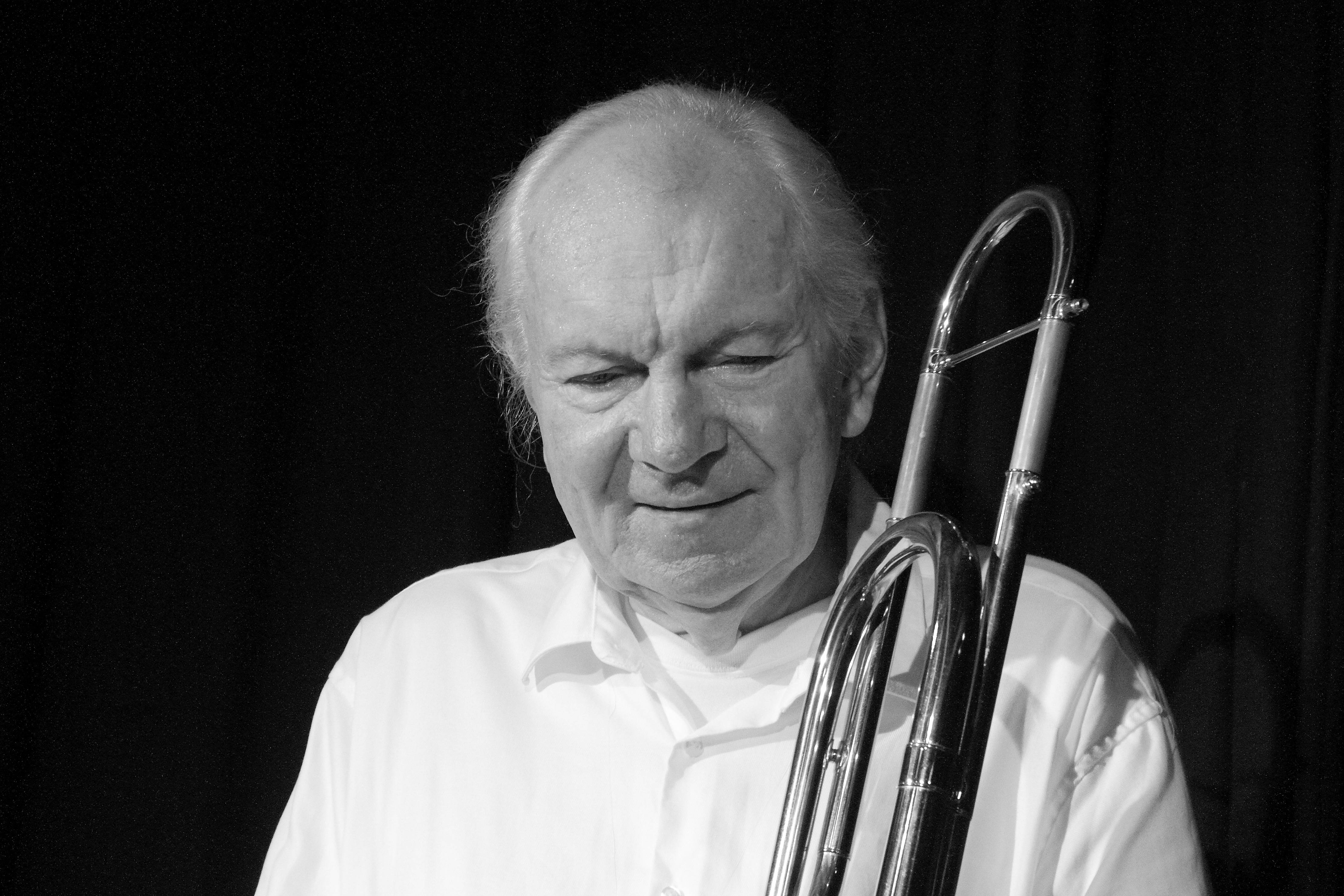
Conny Bauer im club W71, 2018

Konrad „Conny“ Bauer (* 4. Juli 1943 in Halle (Saale)) ist ein deutscher Posaunist, der vorrangig auf dem Gebiet der Improvisationsmusik und des freien Spiels – unter anderem Free Jazz – tätig ist.

## Leben
Konrad Bauer wuchs in Halle (Saale) und im thüringischen Sonneberg auf. Als Schüler wurde er im Privatunterricht in die Posaunenmusik eingeführt und spielte dieses Instrument im Posaunenchor der evangelischen Kirche in Steinbach. Besonders interessierte er sich aber für moderne Tanzmusik. Während der Oberschulzeit spielte er zunächst in verschiedenen Amateurbands als Sänger und Gitarrist. Nach dem Abitur absolvierte er eine Ausbildung zum Keramikfacharbeiter. Auch während der Lehrzeit war er als Freizeitmusiker unterwegs und spielte außer Gitarre auch Klavier. Mit den Erfahrungen aus der Tanzmusik entschloss er sich, nach der Berufsausbildung ein Musikstudium aufzunehmen. Bei der Aufnahmeprüfung an der Musikhochschule gab es zu viele Bewerber für das von ihm bevorzugte Fach Gitarre. Da er auch Posaune spielen konnte, wechselte er das Instrument, um einen Studienplatz zu erhalten.
Von 1964 bis 1968 studierte Bauer an der Hochschule für Musik „Carl Maria von Weber“ in Dresden. Anschließend zog er nach Ost-Berlin, wo er weiteren Privatunterricht nahm.
Mit seinen musikalischen Ambitionen beeinflusste Conny Bauer u. a. die Entwicklung seiner jüngeren Geschwister außerordentlich. Hannes Bauer als Posaunist und Matthias Bauer am Kontrabass wurden ebenfalls international anerkannte Jazz-Musiker. Seine Schwester spielte Saxophon in der Band des Bassgitarristen Smut, mit dem Conny als Jugendlicher in Sonneberg musiziert hatte, und der trotz vieler Verbote über 20 Jahre lang die mit Conny begonnene Bandtradition in Sonneberg aufrechterhielt.

## Wirken
Conny Bauer war Gitarrist und Sänger im Manfred Ludwig Sextett (1968–1970). In der Modern Soul Band spielte er zum ersten Mal Posaune als Hauptinstrument (1970–1973), diese fusionierte dann teilweise mit der Klaus-Lenz-Band. Daneben spielte er im Ernst-Ludwig-Petrowsky-Quartett, im Hans-Rempel-Oktett und im Quintett Exis (1971–1973). Mitglieder von Exis waren Andreas Aigmüller (Schlagzeug), Christoph Niemann (Kontrabass), Eberhard Klunker (Gitarre) und Andreas Pieper (Flöte). Später entwickelte sich aus dieser Band die Gruppe FEZ (1974–1977, mit Hannes Zerbe). Conny Bauer ist außerdem neben Ernst-Ludwig Petrowsky (Altsaxophon, Klarinette), Ulrich Gumpert (Klavier) und Günter „Baby“ Sommer (Schlagzeug) Gründer der Gruppe Synopsis (1973–1975), die seit 1984 als Zentralquartett auftritt. Er spielte in der Band Doppelmoppel mit seinem Bruder, dem Posaunisten Johannes Bauer, und den beiden Gitarristen Helmut „Joe“ Sachse und Uwe Kropinski (1981–2015). 1992 gründete er das Konrad-Bauer-Trio, zunächst mit Peter Kowald, später mit Barre Phillips am Bass und Sommer am Schlagzeug. Mit seinen Brüdern Hannes Bauer und Matthias Bauer (Bass) sowie seinem Sohn Louis Rastig (Klavier) spielte er 2006 bis 2016 in der Band Bauer 4. 2010 tourte er mit William Parker (Bass) und Hamid Drake (Schlagzeug). Er spielte mit renommierten Musikern wie Joachim Kühn, Peter Brötzmann, Han Bennink, Derek Bailey, George Lewis, Nils Wogram, Louis Moholo, Aki Takase, Fred Van Hove, Alexander von Schlippenbach, Paul Lovens, Sven-Åke Johansson u. a.
Bauer tritt außerdem in Produktionen der freien Opernkompanie Novoflot auf und spielte im Stück Stunde der Komödianten am neuen theater in Halle.
Seit 1974 tritt Bauer auch als Solist auf und veröffentlichte mehrere Solo-Alben (u. a. 1988 von einem Auftritt im Völkerschlachtdenkmal). 1977 bis 1989 war er Mitglied, ab 1984 Vorsitzender der Sektion Jazz beim Komitee für Unterhaltungskunst der DDR. 1987/88 leitete er das Jazzorchester der DDR. In den 1980er Jahren verfasste er auch Filmmusiken (u. a. für Polizeiruf 110).
Seit April 2016 tritt das Zentralquartett mit einem anderen Posaunisten auf. In einem Interview mit Jazz thing gab Bauer an, dass er nicht an der geplanten Produktion und den Konzerten des Zentralquartetts mit Wolf Biermann teilnehmen wolle, weil er sich nicht als Begleiter eines Liedermachers verstehe.

## Preise und Auszeichnungen
1986 erhielt Bauer den Kunstpreis der DDR. 1994 wurde er mit dem Verdienstorden des Landes Berlin ausgezeichnet. 2004 erhielt er den SWR-Jazzpreis. Die Jury hob in der Begründung seine Solo-CD Hummelsummen besonders hervor und deren „verblüffende Blastechniken, wie mehrstimmige Multiphonics, die Bauer für seine Klangexperimente nutzt, ohne dadurch auf unverkennbar narrative Linien zu verzichten“. 2008 wurde seine Solo-CD Der gelbe Klang in die Bestenliste des vierten Kalendervierteljahres für den Preis der deutschen Schallplattenkritik aufgenommen (Bereichsjury Grenzgänge). 2023 erhielt er den Albert-Mangelsdorff-Preis; die Jury hebt neben seiner Spontaneität „sein einmaliges Gespür für melodische Prozesse“ hervor, aus dem heraus sich seine freie Improvisation immer speise.

## Darstellung Bauers in der bildenden Kunst
- Brigitte Fugmann: Conny Bauer (Tafelbild, Öl; 1982)[4]

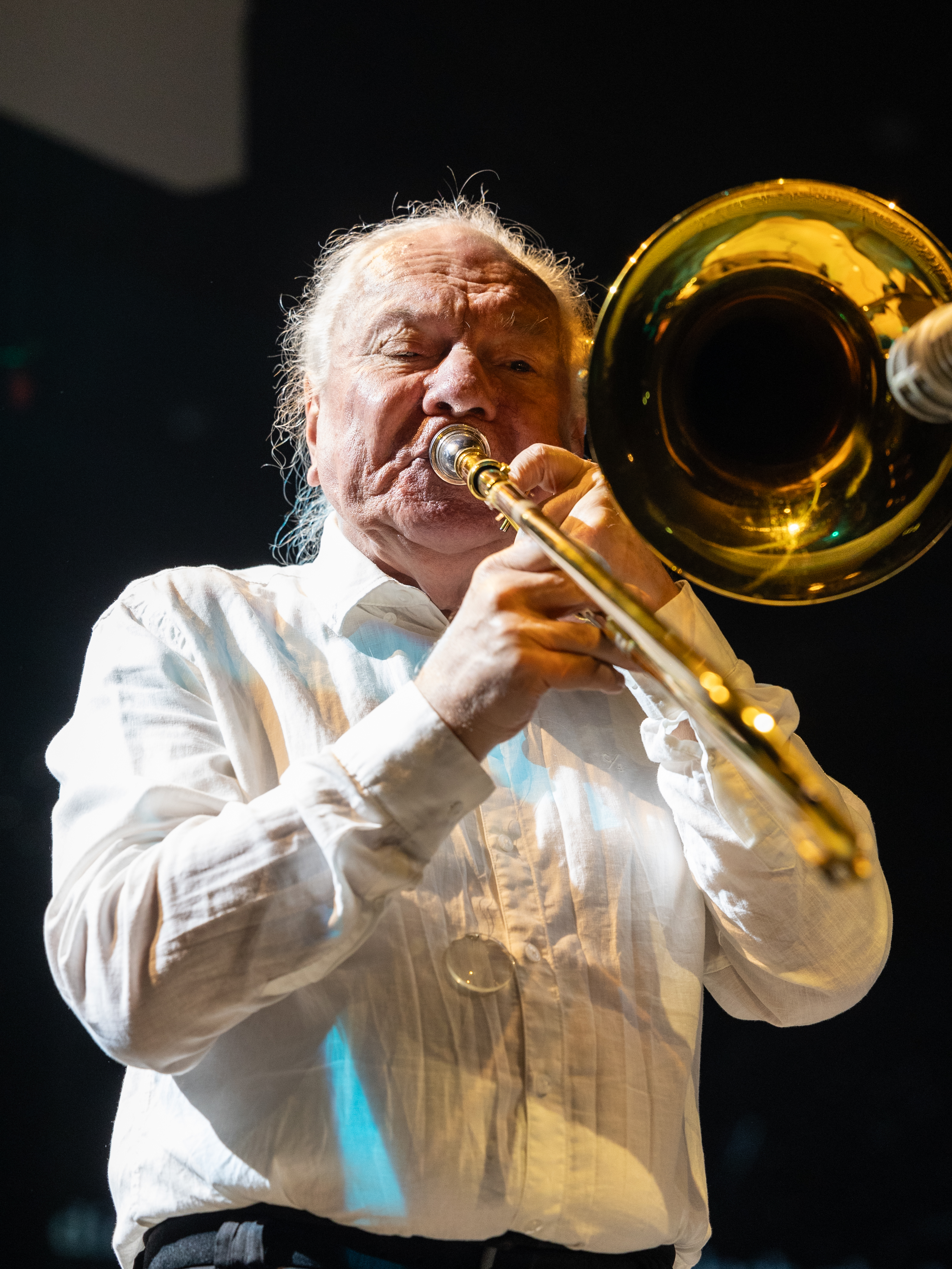
Conny Bauer (2024)

## Diskografische Hinweise
- 100x Jazz in der Kammer, Amiga (1972)
- Klaus Lenz Modern Soul Band, Amiga (1973)
- Just for fun, FMP 0140 LP (1973)
- Synopsis, Amiga 855395 LP (1974)
- Jazz Jamboree'74, Muza (1974)
- Jazz Aspekte, Nova (1975)
- Auf der Elbe schwimmt ein rosa Krokodil, FMP 0240 LP/Intakt CD 142 (1974)
- Hans Rempel Oktett: Number six, FMP (1976)
- FEZ, Amiga 855585 LP (1977)
- Was ist denn nun?, Konrad Bauer Trio, FMP 0780 LP (1979)
- Secret Points, Conny Bauer & Gianluigi Trovesi, Dragon DRLP 21 LP (1979)
- Conrad Bauer Solo, Amiga 855783 LP (1980)
- Round about Mittweida, Konrad Bauer Quartett, FMP 0980 LP (1982)
- Flüchtiges Glück, Konrad Bauer Solo, Riskant 4017 LP (1984) / EFA-CD 15713
- Reflections, Doppelmoppel, FMP CD 74 (1986)
- Jazzorchester der DDR, Leitung Konrad Bauer, Amiga 856455 Doppel-LP (1987)
- Live im Völkerschlachtdenkmal, Solo, Amiga 856439 LP (1988)
- Three Wheels - Four Directions, Konrad Bauer Trio, Victo CD 023 (1992)
- Plié, Zentralquartett, Intakt CD 037 (1994)
- Bauer - Bauer, Intakt CD 040 (1995)
- Generations from (East) Germany, Connie Bauer with Joachim Kühn, Klangräume LC 6035 (1995)
- European Jazz Ensemble - 20th Anniversary Tour, Konnex KCD 5078 (1997)
- Careless Love, Zentralquartett, Intakt CD 050 (1998)
- Aventure Québécoise, Doppelmoppel, Victo CD 065 (1999)
- Alice im Wunderland, Walfriede Schmitt und Conrad Bauer, Eulenspiegel Verlag (2000)
- News from Berlin, Aki Takase, Konrad Bauer, Victo CD 081 (2002)
- European Jazz Ensemble - 25th Anniversary Tour, Konnex KCD 5100 (2002)
- Between Heaven and Earth, Conrad Bauer, Peter Kowald, Günter Sommer Intakt CD 079 (2003)
- Hummelsummen, Conrad Bauer, Intakt CD 085 (2003)
- 11 Songs – Aus Teutschen Landen, Zentralquartett, Intakt CD 113 (2005)
- Der gelbe Klang Solo, Jazzwerkstatt (2007)
- European Jazz Ensemble - 30th Anniversary Tour 2006, Konnex KCD 5225 (2009)
- Tender Exploration Conny Bauer, Hamid Drake, William Parker, Jazzwerkstatt (2010)
- Conny Bauer / Matthias Bauer / Dag Magnus Narvesen: The Gift, NoBusiness Records (2020)